# Czynniki abiotyczne
Czynniki abiotyczne (z gr. α̉- (a-) lub (an-) - zaprzeczenie, brak, bez (czegoś) + gr. βίος (bios) - życie ), czynniki fizykochemiczne – czynniki ekologiczne natury fizycznej, samodzielnie lub wraz z innymi czynnikami wywierające wpływ na ekosystemy będące na różnym poziomie organizacji.
Czynniki abiotyczne w głównym stopniu kształtują biotop i wpływają istotnie na zamieszkujące go organizmy które muszą na drodze ewolucji przystosować się do nich. Gwałtowne i silne zmiany czynników abiotycznych np. transgresja morska mogą zahamować rozwój dotychczas występujących organizmów oraz zmienić strukturę biocenozy.
Czynniki abiotyczne można podzielić na: edaficzne i klimatyczne.
Do czynników abiotycznych zaliczamy:
- ukształtowanie powierzchni terenu,
- skalistość ziemi,
- czynniki chemiczne np.: skład chemiczny atmosfery i wód[1], zwłaszcza ich zasolenie, natlenienie,
- klimat,
- wilgotność powietrza[1],
- temperaturę[1],
- światło[1],
- ciśnienie atmosferyczne lub ciśnienie hydrostatyczne[1],
- promieniowanie i jonizację powietrza,
- pole magnetyczne (magnetorecepcja),
- prądy powietrza i morskie[1].